# Orny Adams
Adam Jason Orenstein, dit Orny Adams, est un humoriste et acteur de séries télévisées américain né le 10 novembre 1970 à Lexington au Massachusetts.
Sa carrière d'acteur est marquée par le rôle de coach Bobby Finstock dans la série télévisée Teen Wolf.

## Biographie

### Jeunesse
Orenstein naît et grandit avec ses deux sœurs à Lexington, au Massachusetts, dans une famille juive conservatrice. Son père est chargé d'études marketing et sa mère est enseignante en maternelle. Il sort diplômé de l'université Emory avec une licence en philosophie et en sciences politiques en 1993. Il se dirige alors vers une carrière d'avocat, mais se résigne après un voyage effectué en Italie où il relativise sur le système capitaliste américain, et decide ainsi de faire de sa passion, la comédie, son métier.

## Filmographie
- 2011 - 2017 : Teen Wolf : Bobby Finstock (rôle récurrent saisons 1 à 4 et 6, invité saison 5)
- 2023 : Teen Wolf: The Movie de Russell Mulcahy : Bobby Finstock